# Артеменко, Никита Михайлович
Никита Михайлович Артеменко (20 августа, 1997, Екатеринбург, Россия) — российский футболист, полузащитник.

## Биография
Воспитанник Академии Коноплёва. Выступал во втором дивизионе за вторую команду «Урала». В 2018 году вместе со своими партнерами по команде Александром Соболевым и Александром Кашкаровым отправлялись китайский клуб низшей лиги «Шэнахэн». Россияне помогли ему занять второе место в своей лиге, но из-за лимита на легионеров не смогли остаться в нем надолго. В феврале 2019 года сыграл два матча за основу «Урала» в зимнем Кубке ФНЛ.
Затем выступал в чемпионате Свердловской области за «Жасмин» из Михайловского. 
В 2022 году вместе со своим партнером Саввой Князевым отправился в Монголию, где он заключил контракт с клубом «Дэрэн». По подтверждённым данным, в местном чемпионате страны он провел как минимум два матча (забил два гола). Вскоре вернулся на родину, где продолжил играть за любительские коллективы.